# Junior MasterChef Italia
Junior MasterChef Italia è la versione italiana del talent show culinario Junior MasterChef, dedicato a bambini e ragazzi. È andato in onda dal 2014 al 2016, quando fu sostituita da Celebrity MasterChef Italia.
Come in MasterChef Italia, anche in questa versione tra i giudici c'è lo chef Bruno Barbieri, affiancato negli anni dai cuochi Lidia Bastianich, Gennaro Esposito e Alessandro Borghese, e le puntate sono commentate, come nella versione principale, dalle voci fuori campo di Simone D'Andrea e Luisa Ziliotto.
Il vincitore riceve 15.000 euro di borsa di studio e un viaggio premio con la famiglia in una località turistica (a Disneyland Paris nella prima edizione, in Danimarca nella seconda edizione e a Dubai nella terza edizione). A risultare vincitori nelle tre edizioni prodotte sono stati Emanuela Tabasso, Andrea Picchione e Nicolò Momesso.

## Prove
- Mystery box: i concorrenti devono realizzare in 45' un piatto usando tutti o alcuni dei dieci ingredienti rivelati all'apertura delle scatole. I tre giudici assaggiano i tre piatti più interessanti, e l'aspirante cuoco vincitore della prova avrà un vantaggio in quella successiva. Una variante consiste nell'usare obbligatoriamente l'unico ingrediente presente nella scatola. Nella prima edizione si è visto il sorteggio di alcuni carrelli della spesa, l'utilizzo esclusivo della cottura al vapore e la creazione di un piatto da abbinare a un vino; nella seconda c'è stato il furto reciproco di ingredienti e l'assegnazione casuale di tecniche di cottura. Una volta nella terza edizione, hanno chiamato i 3 peggiori e uno è stato eliminato.
- Invention test: i tre giudici assegnano un tema a cui gli aspiranti cuochi dovranno ispirarsi e il vincitore della Mystery box potrà scegliere l'ingrediente obbligatorio tra i tre proposti e avrà un certo tempo a disposizione per scegliersi gli ingredienti in dispensa, mentre gli altri concorrenti ne avranno solo la metà. Nella seconda edizione, per la prima volta il vincitore ha accettato l'immunità offerta dai giudici. La durata di questa prova è variabile, e qui i tre giudici, dopo aver assaggiato i piatti (tutti mostrati), nomineranno sia il vincitore della prova (che potrà scegliere la propria squadra nella sfida in esterna, oltre ad avere altri vantaggi) sia i tre cuochi col risultato peggiore, e tra questi ultimi c'è l'eliminato (o colui che dovrà sottoporsi al duello);
- Sfida esterna: in questa prova gli aspiranti si dividono in due squadre (o si sfidano tra loro) e devono preparare dei piatti da servire in una particolare situazione. Il vincitore dell'Invention test può scegliersi i componenti di una squadra e, se previsto, i piatti da preparare, o avere un particolare vantaggio. Uno o più convenuti giudicheranno la squadra migliore, mentre la peggiore dovrà sottoporsi al Pressure test. Nella prima edizione sono previste due prove in esterna.
- Pressure test: questa prova (o insieme di prove) a cui si sottopongono i concorrenti della squadra che ha perso la sfida in esterna è variabile: la più frequente è cucinare un piatto in poco tempo, e qui il peggiore è eliminato, oppure devono indovinare il maggior numero di ingredienti tra quelli disponibili (all'assaggio o alla vista) o il loro peso, e in questo caso chi ne indovina di meno è eliminato, o anche dimostrare alcune abilità culinarie. Può capitare nelle ultime puntate che il peggiore vada al duello.

## Edizioni
| Edizione | Canale (Prima TV) | Periodo della trasmissione | Periodo della trasmissione | Durata (settimane) | Episodi | Concorrenti | Vincitore        | Giudici        | Giudici             | Giudici          | Ascolti       |
| -------- | ----------------- | -------------------------- | -------------------------- | ------------------ | ------- | ----------- | ---------------- | -------------- | ------------------- | ---------------- | ------------- |
| 1ª       | Sky Uno           | 13 marzo 2014              | 10 aprile 2014             | 5                  | 10      | 14          | Emanuela Tabasso | Bruno Barbieri | Alessandro Borghese | Lidia Bastianich | 4,20% (circa) |
| 2ª       | Sky Uno           | 15 aprile 2015             | 10 giugno 2015             | 9                  | 10      | 14          | Andrea Picchione | Bruno Barbieri | Alessandro Borghese | Lidia Bastianich | 3,80% (circa) |
| 3ª       | Sky Uno           | 10 marzo 2016              | 5 maggio 2016              | 9                  | 10      | 16          | Nicolò Momesso   | Bruno Barbieri | Alessandro Borghese | Gennaro Esposito | 3,60% (circa) |

### Prima edizione (2014)
La prima stagione della versione italiana del programma televisivo Junior MasterChef Italia è andata in onda ogni giovedì dal 13 marzo al 10 aprile 2014 su Sky Uno. Dal 9 dicembre 2014 al 7 gennaio 2015 è stata replicata anche su Cielo. La vincitrice è Emanuela Tabasso (9 anni) da Bari.
Le 10 puntate sono state trasmesse a coppie, per la durata complessiva di 5 settimane.

### Seconda edizione (2015)
La seconda stagione di Junior MasterChef Italia è andata in onda ogni mercoledì dal 15 aprile al 10 giugno 2015 su Sky Uno. L'edizione è stata vinta da Andrea Picchione, (13 anni) da Roma.
Le 10 puntate sono state trasmesse una a serata per ogni settimana, eccetto le ultime due (semifinale e finale), trasmesse entrambe il 10 giugno, il tutto per una durata di 9 settimane complessive.

### Terza edizione (2016)
La terza edizione di Junior MasterChef Italia è andata in onda ogni giovedì dal 10 marzo al 5 maggio 2016 su Sky Uno. L'edizione è stata vinta da Nicolò Momesso, (11 anni) da Roma.
La modalità di trasmissione delle puntate è la stessa dell'edizione precedente: 10 puntate trasmesse una a serata per ogni settimana, eccetto le ultime due (semifinale e finale), trasmesse entrambe il 5 maggio; il tutto per una durata di 9 settimane complessive.